# ニューヨーク・ジャイアンツ (プレイヤーズ・リーグ)
ここでは、1890年にニューヨークを本拠地として、プレイヤーズ・リーグに参加していたプロ野球チームである、ニューヨーク・ジャイアンツ（New York Giants）について記述する。

## 球団史
1890年のプレイヤーズ・リーグ創設時に結成されたチームで、主力選手の多くは、前年にナショナルリーグのニューヨーク・ジャイアンツ（現サンフランシスコ・ジャイアンツ）に所属していた。捕手を務めるバック・ユーイングが監督を兼任し、野手ではこの年のリーグ最多本塁打を放ったロジャー・コナーや、ジム・オルークが.360を記録するなどの活躍をした。投手はエド・クレーン、ハンク・オーデイ、ジョン・ユーイング、ティム・キーフの4人がいずれも15勝以上を上げ、チームはプレイヤーズ・リーグで3位の成績を収めた。
同年のプレイヤーズ・リーグの破綻を受け、チームは1年で解散、所属選手の多くはナショナルリーグのニューヨーク・ジャイアンツに戻っていった。

## 戦績
※順位は勝率による。
| 年度   | リーグ | 試合 | 勝利 | 敗戦 | 勝率 | 順位 | 監督               | 本拠地       |
| ------ | ------ | ---- | ---- | ---- | ---- | ---- | ------------------ | ------------ |
| 1890年 | PL     | 132  | 74   | 57   | .565 | 3位  | バック・ユーイング | Polo Grounds |

## 所属した主な選手
野手
- バック・ユーイング：監督を兼任し、自らも打率.338の成績を残した。
- ロジャー・コナー：リーグ最多の14本塁打を放つ。
- ジム・オルーク：チーム最多の115打点を記録、打率.360はリーグ3位。

投手
- ハンク・オーデイ：チーム最多の22勝を挙げたが、同年で選手を引退した。
- エド・クレーン
- ティム・キーフ

## 主な球団記録
打撃記録
- 通算安打数：172（ジム・オルーク）
- 通算本塁打：14（ロジャー・コナー）
- 通算打点数：115（ジム・オルーク）
- 通算盗塁数：37（ダニー・リチャードソン）

投手記録
- 通算勝利数：22（ハンク・オーデイ）
- 通算奪三振：145（ジョン・ユーイング）